# Milford (New York)
Milford è un comune degli Stati Uniti d'America, situato nello stato di New York, nella contea di Otsego.